# Rue de la Boucle
Rue de la Boucle är en underjordisk gågata i Forum des Halles i Quartier des Halles i Paris första arrondissement. Gatans namn syftar på dess ovanliga form: boucle, "slinga". Rue de la Boucle börjar vid Place Carrée och slutar vid Porte du Louvre.

## Bilder
| - Gatuskylt. - Saint-Eustache. - Jardin Nelson-Mandela. - Place Carrée. |

## Omgivningar
- Saint-Eustache
- Jardin Nelson-Mandela
- Place Carrée
- Passage des Lingères

## Kommunikationer
- Tunnelbana – linje  – Les Halles
- Busshållplats Les Halles – Centre Georges Pompidou – Paris bussnät

### Webbkällor
- ”Rue de la Boucle”. Mairie de Paris. https://web.archive.org/web/20160303175239/http://www.v2asp.paris.fr/commun/v2asp/v2/nomenclature_voies/Voieactu/1144.nom.htm. Läst 2 oktober 2023.